# Francesco Pazienza
Francesco Pazienza (Monteparano, 17 de março de 1946 – Sarzana, 22 de junho de 2025) foi um empresário italiano e oficial do Serviço de Inteligência e Segurança Militar da Itália (SISMI). Em abril de 2007, foi colocado em liberdade condicional na comunidade de Lerici, após ter cumprido pena durante muitos anos na prisão, incluindo uma condenação de 1993, devido ao seu papel no escândalo do Banco Ambrosiano, e uma condenação de 1982 por mau uso de segredos de Estado.
Após formar-se em medicina na Universidade de Roma, Pazienza trabalhou como um consultor de negócios na França durante a década de 1970. Em 1979, foi contratado pela SISMI, e tornou-se assistente do diretor da SISMI, o general Giuseppe Santovito. Pazienza deixou a agência de inteligência na sequência do escândalo da Propaganda Dois que abalou o cenário político italiano em 1981. O seu envolvimento no escândalo do Banco Ambrosiano, no "suicídio" de Roberto Calvi e acusações de mau uso de segredos de Estado com o atentado de Bolonha de 1980, fez Pazienza um fugitivo da lei italiana. Pazienza foi também ligado aos serviços secretos da América Latina, e amigo de Manuel Noriega, um traficante de drogas do Panamá.
Eventualmente, Pazienza acabou nos Estados Unidos. Um primeiro pedido de extradição da Itália foi entregue ao governo dos EUA em 1984, mas o empresário ainda não estava preso. Sua prisão só veio em 4 de março de 1985. Procedimentos de extradição se seguiram, incluindo uma ordem do juiz para julgá-lo na Itália. O processo de recurso não mudou isso, e Pazienza foi entregue ao governo italiano em junho de 1986.